# Caenocara laterale
Caenocara laterale är en skalbaggsart som beskrevs av Leconte 1878. Caenocara laterale ingår i släktet Caenocara och familjen trägnagare. Inga underarter finns listade i Catalogue of Life.